# Gaston Lavrillier
Pour les articles homonymes, voir Lavrillier.
Gaston Lavrillier, né le 13 novembre 1890 à Paris, dans le  8e arrondissement, et mort dans la même ville le 27 mars 1969 dans le  15e arrondissement,, est un  médailleur, peintre et sculpteur français, lauréat du prix de Rome de gravure en médaille en 1919.

## Biographie
Albert Gaston Lavrillier naît le 13 novembre 1890 dans le  8e arrondissement de Paris du mariage de Charles Ernest Lavrillier, graveur, et de Juliette Émilie Gaillard. 
Gaston Lavrillier étudie à l’École nationale supérieure des beaux-arts de Paris, il étudie la gravure en médaille dans les ateliers de Frédéric de Vernon (1858-1912) et d'Auguste Patey (1855-1930), la peinture avec Léopold Flameng (1831-1911) et la sculpture avec Jean-Antoine Injalbert (1845-1933).
En 1919, Gaston Lavrillier obtient le premier grand prix de Rome en gravure de médaille. En 1924, il réalisé les décors du film Surcouf de Luitz-Morat. Il s’installe à Los Angeles dans les années 1930.
Gaston Lavrillier est le frère cadet du médailleur André Lavrillier, et l’oncle du photographe Carol-Marc Lavrillier.

## Distinction
- Prix de Rome en 1919 pour la médaille La Fraternité sur le champ de bataille[3].